# Farindola
Farindola es un municipio situado en la provincia de Pescara, en Abruzos (Italia). Tiene una población estimada, a fines de mayo de 2025, de 1298 habitantes.

## Demografía
| Gráfica de evolución demográfica de Farindola entre 1861 y 2024 |
|                                                                 |
| Fuente: ISTAT - Elaboración gráfica de Wikipedia                |